# Habrocestum gibbosum
Habrocestum gibbosum là một loài nhện trong họ Salticidae.
Loài này thuộc chi Habrocestum. Habrocestum gibbosum được Wanda Wesołowska & Antonius van Harten miêu tả năm 2007.